# Стебник (притока Ворони)
Сте́бник (пол. Stebnik) — річка в Україні, у Надвірнянському і Коломийському районах Івано-Франківської області у Галичині. Права притока Ворони (басейн Дністра).

## Опис
Довжина річки 18 км, похил річки 5,9 м/км, площа басейну водозбору 23,5 км², найкоротша відстань між витоком і гирлом — 10 км, коефіцієнт звивистості річки — 1,2. Формується багатьма безіменними струмками.

## Розташування
Бере початок на східній стороні Гаврилівка. Тече переважно на північний схід повз села Нижня Велесниця і Виноград і на південь від села Ворона впадає у річку Ворону, праву притоку Бистриці.

## Цікаві факти
- У Каталозі річок України на аркуші 40 під № 530 для річки Стебник замість назви зазначено «Без назви».
- Річку перетинає автошлях Виноград — Отинія.